# Nissan Presage
Nissan Presage (яп. にじじ・プレサジュ, Хепберн: Nissan Puresāju) — мінівен, що випускався японським автовиробником Nissan з 1998 по 2009 рік. Nissan офіційно продавав Presage лише в Японії, Гонконгу та Сінгапурі.
Назва «Presage» по-французьки означає «знак».